# Gialaia khaoyai
Gialaia khaoyai är en insektsart som beskrevs av Andrej Vasiljevitj Gorochov 2001. Gialaia khaoyai ingår i släktet Gialaia och familjen syrsor. Inga underarter finns listade i Catalogue of Life.